# Svábföld (bajor régió)
Svábföld (németül: Schwaben) (kormányzati) kerület Bajorországban, 1 719 494 lakossal (2011). A kerület székhelye Augsburg.

## Kerületrészek

### Járási jogú városok
- Augsburg
- Kaufbeuren
- Kempten (Allgäu)
- Memmingen

### Járások
- Aichach-Friedberg járás
- Augsburg járás
- Dillingen an der Donau járás
- Donau-Ries járás
- Günzburg járás
- Lindau (Bodensee) járás
- Neu-Ulm járás
- Oberallgäu járás
- Ostallgäu járás
- Unterallgäu járás

## Külső hivatkozások
- https://web.archive.org/web/20081208094430/http://www.regierung.schwaben.bayern.de/ (kormányzati kerület)
- https://web.archive.org/web/20191101190850/https://bezirk-schwaben.de/ (kerület)